# Marie-Angèle Germain
Pour les articles homonymes, voir Germain.
Marie-Angèle Germain, née le 5 juin 1981, est une joueuse de pétanque française.
Au niveau international et national elle a été championne d'Europe en triplette féminine en 2012, championne de France en doublette mixte 2018, finaliste en triplette de la coupe des confédérations en 2013 et le Mondial La Marseillaise en 2024. Au niveau local, Marie-Angèle Germain a été vingt-cinq fois championne de ligue Corse (en tête à tête, doublette, doublette mixte et triplette), huit fois championne de Haute-Corse (en tête à tête, doublette et doublette mixte) et une fois championne du Val-de-Marne.
Elle a participé en triplette aux championnats du monde de pétanque 2013 avec l'équipe de France A.
Marie-Angèle Germain joue au club de Bron Terrailon après avoir évolué pour les clubs de La Boule de Furiani (Haute Corse) puis l'Association Amicale Sportive Fresnes (Val-de-Marne) et Sport Pétanque Ile Rousse Balagne (Haute Corse). Elle est droitière et se positionne en tireur. 

## Biographie

### Les débuts
Elle a commencé à jouer à la pétanque à sept ans, près de chez elle en été, en regardant des parties amicales de pétanque. Elle s'est passionné ensuite pour ce jeu et a pris une licence après.

### Premiers titres avec le club de Furiani (2007-2009)

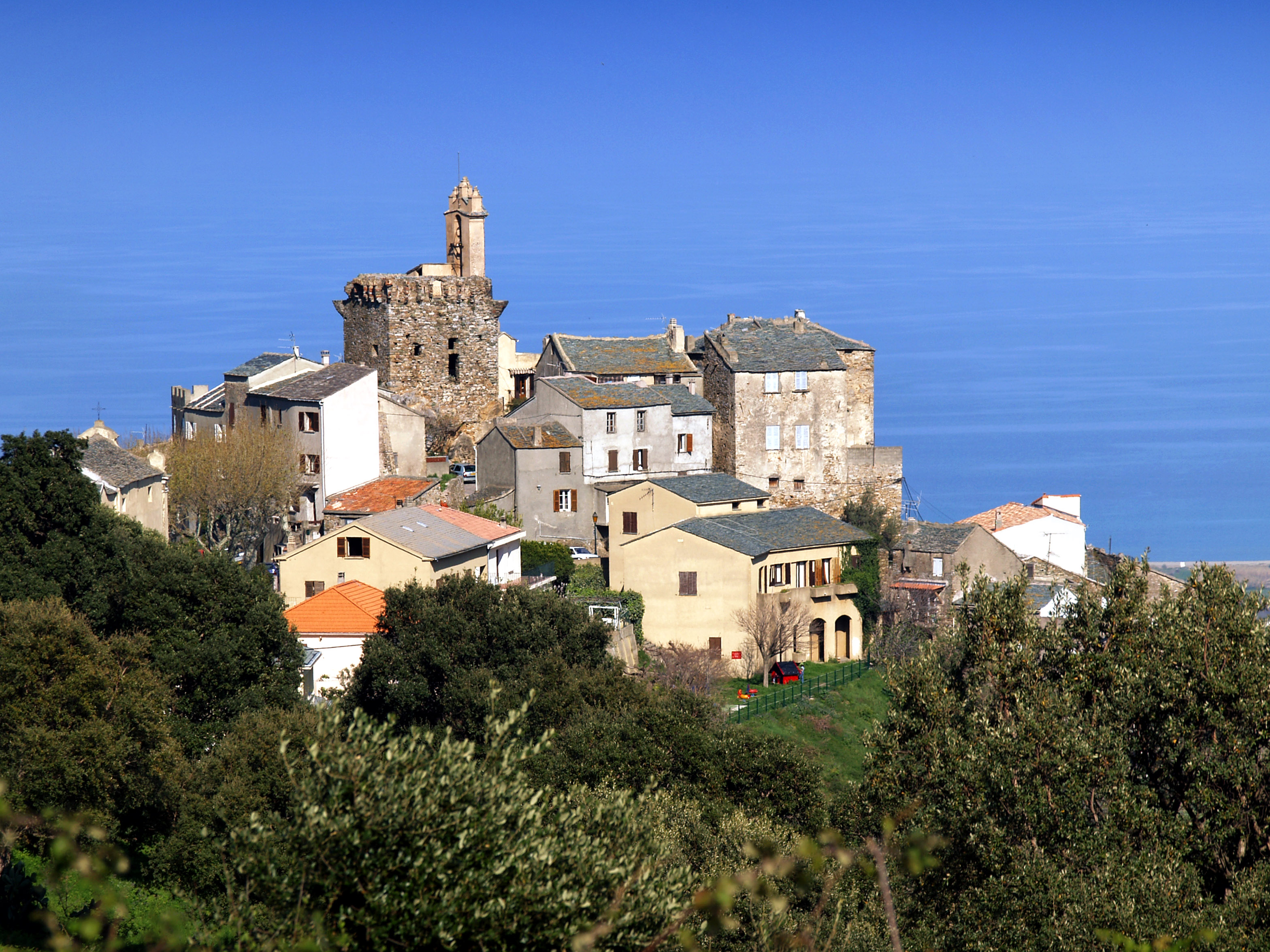
Vue d'une partie du village de Furiani, commune ou elle a joué.

En 2007, licenciée au club de La Boule de Furiani, elle est championne de Haute-Corse en doublette féminine (avec Dominique Pierron) et en doublette mixte (avec Jean-Dominique Fieschi).
En 2008, elle remporte la ligue Corse en triplette féminine (avec Isabelle Gomez et Véronique Varoli), en tête à tête féminin et en doublette mixte (avec Mickaël Lieballe). Le troisième week-end de juillet 2008, Marie-Angèle Germain atteint la finale, avec les corses Isabelle Gomez et Emilienne Del Socoro, de l'Europétanque de Nice en triplette, mais perd cette finale 13 à 10 contre Nadia Djabri, Christine Kraemer et Agnès Tarditti (Alpes-Maritimes et Bouches-du-Rhône). Elle gagne aussi en triplette le 1er national de l'Ile Rousse.
Pour l'année 2009, elle est championne de Ligue Corse en triplette (avec Isabelle Gomez et Sandra Monteiro) et en doublette (avec Isabelle Gomez). Elle est également cette même année, championne de Haute-Corse en doublette mixte (avec Paul Saba).

### Passage en 2010 à Fresnes (Val-de-Marne)
Pour cette année 2010, elle quitte la Corse et joue pour le club de l'Association Amicale Sportive Fresnes situé dans le Val-de-Marne. Elle est championne du Val-de-Marne en doublette avec Chantal Salaris cette année là. Aux championnats de France 2010, en doublette avec Chantal Salaris, elle perd en 16e de finale 13 à 9 contre Corinne Mannia et Sophie Sanchez (Corse). En triplette, Marie-Angèle Germain est finaliste du National de Château-Arnoux et demi-finaliste du 18e National féminin de Martigues.

### Un palmarès au niveau international et le retour en Corse à Furiani (2011-2013)
Marie-Angèle Germain revient en 2011 au club de Furiani. Cette année là, elle est championne de ligue Corse en doublette (avec Sandra Casanova) et triplette (avec Sandra Casanova et Julie Delpech). Marie-Angèle Germain avec sa coéquipière Corse, est éliminé avant les 32e de finale des championnats de France 2011.
En 2012, elle est à nouveau championne de ligue Corse triplette (avec Carmen Biaggi et Sandra Casanova). Elle remporte à Gand (Belgique), en 2012, le titre de championne d'Europe triplette féminine (avec Angélique Colombet, Anna Maillard et Nelly Peyré). Pour de cette compétition européenne, lors des phases finales, Marie-Angèle Germain et ses coéquipières de l'équipe de France ont battu en quart de finale l'Italie 13 à 1, puis en demi-finale le Danemark 13 à 0 et pour finir en finale l'Espagne 13 à 1. Pour les championnats de France 2012, elle est éliminée avec Carmen Biaggi et Sandra Casanova lors des barrages de poules triplette.
Pour la saison 2013, Marie-Angèle Germain est championne de ligue Corse doublette (avec Sandra Casanova) et triplette (avec Sandra Casanova et Julie Delpech). Avec l'Equipe de France, elle est finaliste en triplette de la coupe des confédérations 2013 avec Angélique Colombet, Marie-Christine Virebayre et Ludivine d'Isidoro. Après avoir franchi les phases de tours (six victoires), la triplette féminine élimine le Viet Nâm 13 à 11 en demi-finale, mais s'incline 13 à 8 en finale contre la Thaïlande.
En triplette, elle participe aux championnats du monde de pétanque 2013 avec l'équipe de France A, composée d'Anna Maillard, Anaïs Lapoutge et Sandrine Herlem. Marie-Angèle Germain et ses coéquipières se qualifie pour les phases finales après avoir fini 11e des phases de tours,, avec trois victoires (13-0 contre l'Irlande, 13-3 contre l'Estonie et 13-7 contre la Belgique) et deux défaites (13-9 contre le Canada et 13-8 contre le Cambodge). Elles sont sorties en huitième de finale 13 à 5, par les futures championnes du monde, les thaïlandaises, Thongsri Thamakord, Phantipha Wongchuvej, Aumpawan Suwannaphruk et Nantawan Fueangsanit.
Aux championnats de France 2013, Marie-Angèle Germain avec Sandra Casanova sont battues en huitième de finale 13 à 7, contre la doublette de Saône-et-Loire composée de Nadège Rodrigues et Céline Coelho. En triplette avec ses coéquipières de Corse, elle est éliminée lors des barrages de la poule 11. Pour le mondial la marseillaise 2013, Marie-Angèle Germain avec Anna Maillard et Marie-Christine Virebayre, s'inclinent en demi-finale 13 à 10 contre la triplette composée de Tracy Aballache, Sandra Lopez Fragoso et Sandy Mayaudon. Au premier international féminin de Palavas-les-Flots, Marie-Angèle Germain avec Angélique Colombet atteignent les demi-finales, battu par Audrey Bandiera et Morgane Bacon. Elle remporte aussi l'international de l'Ile Rousse en doublette avec Anna Maillard, en battant en finale Florence Andriantseheno et Stéphanie Bernard 13 à 6.

### Depuis 2014 à l'Ile Rousse et un titre de championne de France doublette mixte

#### De 2014 à 2016

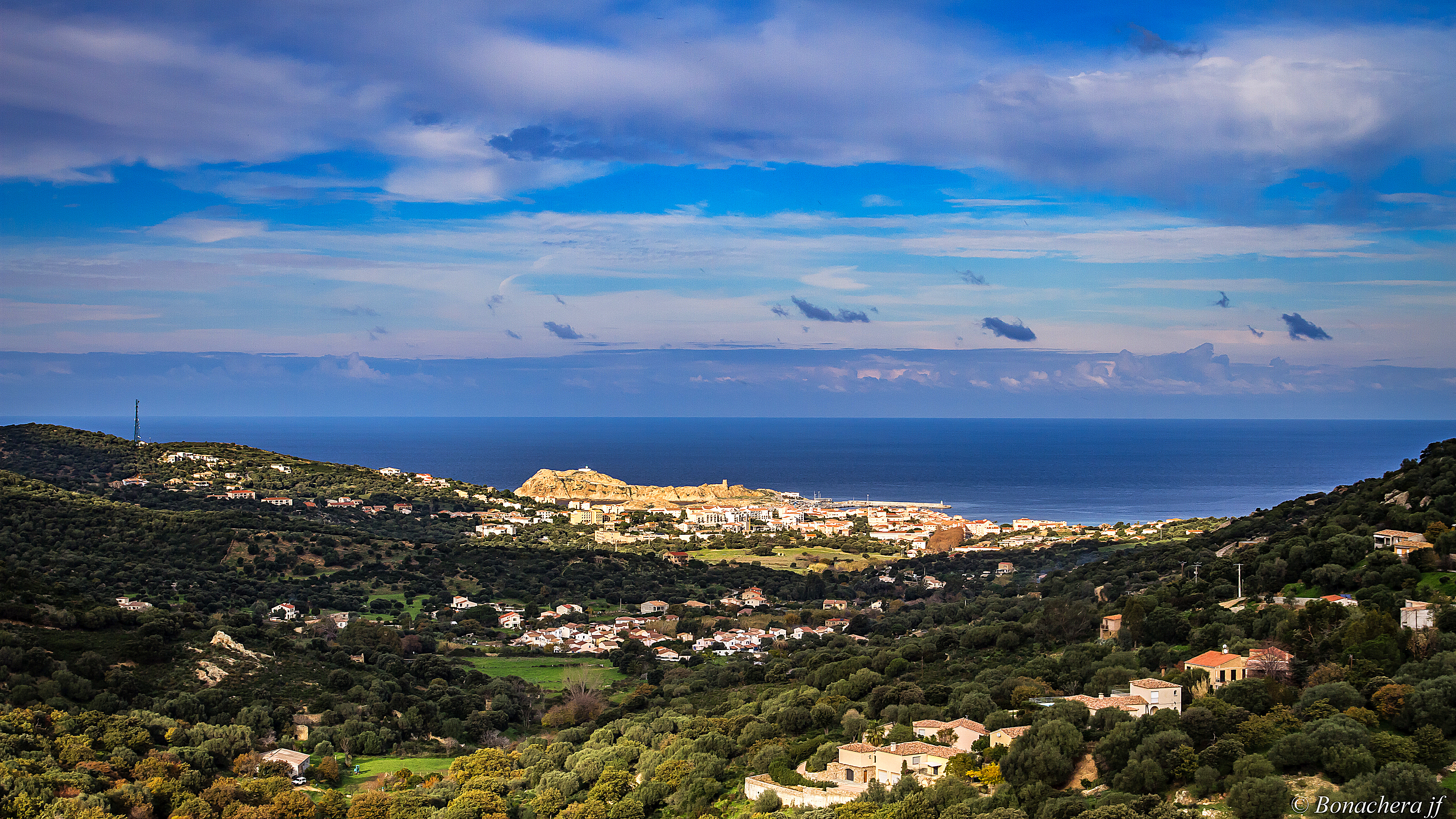
Vue de L'Île-Rousse, commune ou elle joue.

Elle signe pour la saison 2014 au club de Sport Pétanque Ile Rousse Balagne, toujours en Haute Corse. Avec son nouveau club, elle est championne de ligue Corse en doublette (avec Sandra Casanova), triplette (avec Sandra Casanova et Adeline Ottaviani), doublette mixte (avec Philippe Santini) et tête à tête féminin,. Aux championnats de France 2014 en triplette, elle s'incline en 32e de finale contre l'équipe d'Auvergne, future championne de France, composé d'Audrey Bandiera, Ludivine d'Isidoro et Sylviane Ramos. En doublette, Marie-Angèle Germain et Sandra Casanova sont sorties au stade des huitièmes de finale, par l'équipe de Haute-Savoie composée de Lindsay Fernandez et Tiffany Fontaine 13 à 11. En doublette mixte elle est éliminée au stade des poules en barrage. En tête à tête, Marie-Angèle Germain est sorti par Nadège Baussian (Lot) en 32e de finale.
Pour la saison 2015, elle est championne de ligue Corse en doublette mixte (avec Philippe Santini) et tête à tête. Pour les championnats de France 2015, elle est éliminée en 16e de finale du tête-à-tête par la vauclusienne Christelle Marage. Au France en doublette mixte, Marie-Angèle Germain et Philippe Santini sont sortis en huitième de finale 13 à 7, par les futures finalistes Christine Saunier et Dylan Rocher (Var).
En 2016, Marie-Angèle Germain est championne de ligue Corse en doublette (avec Sandra Casanova) et doublette mixte (avec Stéphane Dath). Aux championnats de France 2016, elle est éliminée en 16e de finale par Viviane Rey et Angélique Zandrini (Ligue de Rhône-Alpes). En doublette mixte, Marie-Angèle Germain et son coéquipier perdent en huitième de finale 13 à 0, contre la doublette du Rhône composée de Michel Loy et Vanessa Denaud.

#### De 2017 à 2019
Pour la saison 2017, elle est championne de Haute Corse en tête à tête, doublette (avec Mélanie Léonardi) et doublette mixte (avec Stéphane Dath) et triplette (avec Mélanie Léonardi et Marie-Pasquine Ugolini). En championnats de France 2017, Marie-Angèle Germain est éliminé en 16e de finale du tête-à-tête, par Christelle Vendange de Haute Normandie ; avec Mélanie Léonardi, elle est sortie en 32e de finale du doublette par Aurélie Salingue et Virginie Lauer (Moselle) ; elle est battue en doublette mixte en 16e de finale, par la doublette de l'Allier Noëlle Giry et Florian Hernandez ; en triplette elle perd en poule (barrage).
En 2018, elle est championne de ligue Corse en doublette (avec Mélanie Léonardi), doublette mixte (avec Stéphane Dath) et triplette (avec Mélanie Léonardi et Marie-Pasquine Ugolini). Marie-Angèle Germain est aussi championne de Haute Corse tête à tête,. Aux championnats de France 2018, elle est championne de France doublette mixte avec Stéphane Dath,. Pour ce titre aux championnats de France, en phase finale, Marie-Angèle Germain et son coéquipier ont éliminé en quart de finale, la paire de Bourgogne Stéphanie Chevanne et Sébastien Jacquin 13 à 0, puis en demi-finale, le duo Aurélie Hontang et Hervé Dufoure de Nouvelle Aquitaine 13 à 5 et pour finir en finale 13 à 3, face à l'équipe du Rhône composée de Mouna Béji et Joseph Molinas. Aux championnats de France tête à tête, elle est battue en 32e de finale par Cassandra Glab (Bourgogne-Franche-Comté). En doublette, elle est éliminée en huitième de finale par Aurélie Bories et Doriane Carel (Aveyron) 13 à 1. En triplette, Marie-Angèle Germain et ses deux coéquipières sont sortis en huitième de finale 13 à 12, par les futures championnes de France Chantal Salaris, Apolline Garrien et Nadège Rodrigues (Côte d'Or).
Marie-Angèle Germain remporte en 2019 la ligue Corse en doublette (avec Mélanie Léonardi ) et triplette (avec Mélanie Léonardi et Pascale Ugolini). Pour les championnats de France 2019 triplette, elle est éliminée en 16e de finale par la triplette du Grand Est composée d'Hélène Laumain, Gaëlle Hauss et Séverine Perret. Qualifiée automatiquement en tant que tenante du titre du doublette mixte, avec Stéphane Dath, aux championnats de France de cette catégorie, ils sont éliminés en 16e de finale par Mouna Béji et Joseph Molinas (Rhône).

#### De 2020 à 2022
Pour cette saison 2020, très fortement perturbée par la pandémie de Covid-19 avec de nombreuses compétitions annulées, comme les championnats régionaux, départementaux ou les championnats de France de pétanque, Marie-Angèle Germain avec Mélanie Léonardi, obtiennent un bon résultat début mars 2020 juste avant le premier confinement, au 6e National doublette féminin de Sète, en étant battues 13 à 3 en demi-finale par les futures gagnantes, les Tarnaises Elodie Esteve et Elodie Torrecillas.
En 2021, Marie-Angèle Germain et tous les licenciés de pétanque en France voient le début de saison perturbé à nouveau par le Covid-19. En effet, aucune compétition n'a eu lieu avant le 1er juin 2021. La reprise se fait avec des règles sanitaires à partir de juin. Le 3 octobre 2021, elle gagne avec Angélique Zandrini et Mélanie Léonardi en triplette le national féminin de Nyons, sur le score de 13 à 2 contre Elodie Michel, Laura Boulot et Justine Oudard .

### Depuis 2023 à Bron au titre à La Marseillaise
Pour la saison 2023, elle signe pour le club de Bron Terrailon dans le Rhône. Vainqueur triplette féminine du Mondial La Marseillaise en 2024 (avec Elodie Estève et Torea Tairio).

## Style de jeu, entrainement, vie personnelle et professionnelle
Elle est droitière et se positionne en tireur. Elle s'entraine au moins une fois par semaine, soit seule soit en faisant des parties sérieuses. Ses boules en 2018 sont des MS Pétanque 2110 d'un diamètre de 74 centimètres et d'un poids de 680 grammes. Elle est en couple et est commerçante.

## Clubs
- ?-2009[B 7] : La Boule de Furiani (Haute Corse)
- 2010[B 10] : Association Amicale Sportive Fresnes (Val-de-Marne)
- 2011[B 12]-2013[B 37] : La Boule de Furiani (Haute Corse)
- 2014[B 38]-en cours[R 2]-2022 : Sport Pétanque Ile Rousse Balagne (Haute Corse)
- 2023 : Bron Terrailon (Rhône)

## Palmarès

### Séniors

#### Coupe des Confédérations
Finaliste
- Triplette 2013 (avec Angélique Colombet, Marie-Christine Virebayre et Ludivine d'Isidoro) :  Équipe de France

#### Championnats d'Europe
Championne d'Europe
- Triplette 2012 (avec Angélique Colombet, Anna Maillard et Nelly Peyré) :  Équipe de France

#### Championnats de France
Championne de France
- Doublette mixte 2018 (avec Stéphane Dath) : Sport Pétanque Ile Rousse Balagne

#### Mondial La Marseillaise à pétanque
Vainqueur
- Triplette 2024 (avec Elodie Estève et Torea Tairio)

#### Championnats régionaux et départementaux
Championne de ligue Corse
- Triplette 2008, 2009, 2011, 2012, 2013, 2014, 2017, 2018 et 2019
- Doublette 2008, 2009, 2013, 2014, 2016, 2018 et 2019
- Doublette mixte 2008, 2009, 2015, 2016 et 2018
- Tête à tête 2008, 2014, 2015 et 2017

Championne de Haute Corse
- Tête à tête 2014, 2017 et 2018
- Doublette mixte 2007, 2014 et 2017
- Doublette 2007 et 2017

Championne du Val-de-Marne
- Doublette 2010

#### Autres compétitions
Vainqueur
- Triplette : 1er national de l'Ile Rousse 2008
- Doublette : International de l'Ile Rousse 2013
- Triplette : National de Nyons 2021

Finaliste
- Triplette : Europétanque de Nice 2008
- National de Château-Arnoux 2010